# Rising to the Call
Rising to the Call è il secondo album del gruppo musicale heavy metal italiano Strana Officina, pubblicato 21 anni dopo il primo disco in studio, Rock'N'Roll Prisoners.

## Tracce
1. In Rock We Trust – 3:48
2. Boogeyman – 4:08
3. Pyramid – 5:24
4. Nightflyer – 4:33
5. Beat the Hammer – 3:56
6. Gone Tomorrow – 3:53
7. Life: When Is Gone! – 4:23
8. Media Messiah – 4:09
9. Amore e fuoco – 3:37
10. Non sei normale – 6:52

## Formazione
- Daniele "Bud" Ancillotti – voce
- Dario "Kappa" Cappanera – chitarra
- Enzo Mascolo – basso (su Amore e fuoco e Non sei normale)
- Rolando "Rola" Cappanera – batteria

## Ospiti
- Mattia Bigi - basso sulle tracce da 1 a 8
- Edy Lavorini voce parlata in Boogeyman